# Osnopolye
 (février 2021).
Osnopolye (Оснополье en russe) est un village du district d'Ustyuzhensky (en) dans l'oblast de Vologda en Russie. En 2002, il avait une population de 48 habitants. Il comprend cinq rues. Il est situé à 18 km d'Oustioujna.

## Annexe